# Let Me Down
Let Me Down è un singolo della cantante britannica Jorja Smith, pubblicato l'11 gennaio 2018.
Il brano vede la partecipazione del rapper britannico Stormzy.

## Video musicale
Il video musicale, girato a Kiev e diretto da Hector Dockrill, è stato caricato il 18 gennaio 2018 sul canale YouTube di Smith.

## Tracce
Testi e musiche di Jorja Smith, Michael Omari e Ed Thomas.
1. Let Me Down (feat. Stormzy) – 3:08

## Classifiche
| Classifica (2018) | Posizione massima |
| ----------------- | ----------------- |
| Irlanda           | 62                |
| Regno Unito       | 34                |